# Gennaro
Gennaro  è un nome proprio di persona italiano maschile.

## Varianti
- Maschili: Gianuario[5], Genuario[5]
  - Alterati: Gennarino[2][4]
  - Ipocoristici: Rino[2]
- Femminile: Gennara[4], Gianuaria, Genuaria[5]
  - Alterati: Gennarina[4]

### Varianti in altre lingue
- Catalano: Genari[6], Januari[6]
- Francese: Janvier[2]
- Gallese: Ionawr[3]
- Inglese: January[3]
  - Femminili: January[3]
- Latino: Ianuarius[1][2][3], Januarius[2], Ienarius[1]
- Polacco: January
- Portoghese: Januário
- Rumeno: Ianuarie
- Russo: Януарий (Januarij)
- Spagnolo: Jenaro[2][3][6], Januario[6]
- Tedesco: Januarius
- Ungherese: Januáriusz

## Origine e diffusione
Deriva, tramite una forma latina volgare Ienarius, dal latino classico Ianuarius: questo era il nome del mese di gennaio, che a sua volta è riferito al dio romano Giano (in latino: Ianus). Oltre ad essere il nome del mese era usato anche come personale, spesso (ma non solo) per schiavi e liberti, e almeno inizialmente è plausibile che fosse attribuito ai bambini nati a gennaio.
Il nome è particolarmente diffuso in Campania, e specialmente a Napoli e nel suo hinterland, in virtù della devozione verso san Gennaro, patrono della città partenopea. Negli anni settanta in Campania vivevano i due terzi dei Gennaro italiani, mentre i restanti erano sparsi prevalentemente nel Sud continentale, per un totale di oltre ottantamila; discorso a parte per le forme del tipo "Gianuario", accentrate con meno di cinquecento unità nella provincia di Sassari per via del culto di san Gianuario, martire a Porto Torres. 
Il nome è attestato anche in inglese, nella forma January che è sia maschile che femminile, ma il suo uso successivo al XVII secolo è più probabile che sia una ripresa dell'omonimo cognome, derivante a sua volta dal nome della città di Genova.

## Onomastico

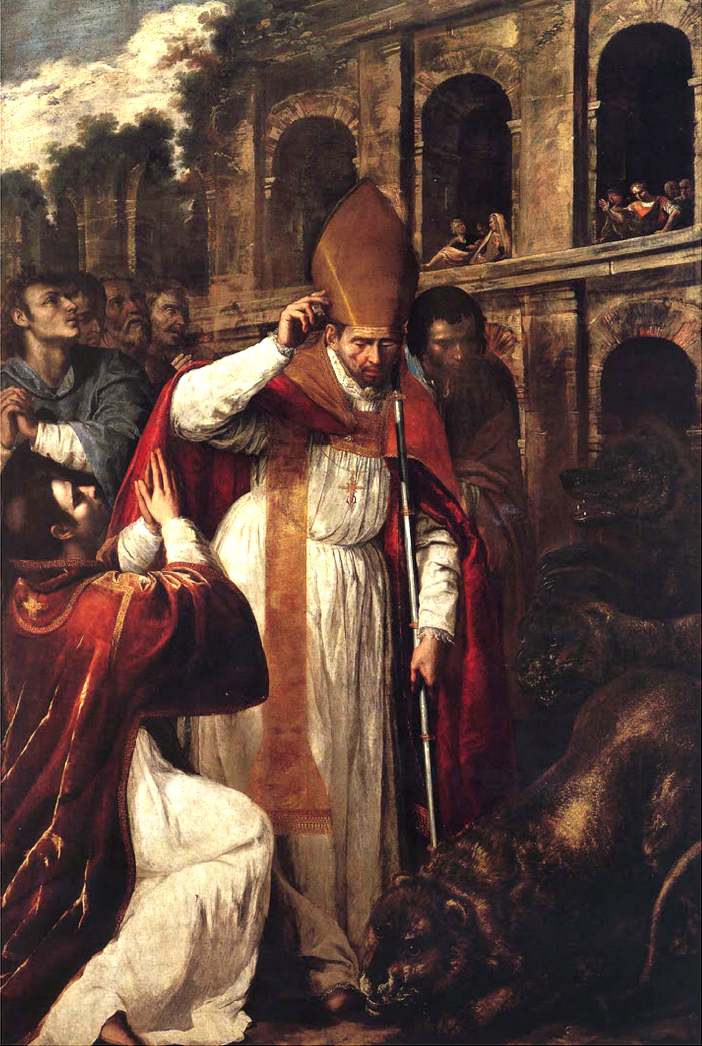
San Gennaro nell'anfiteatro di Pozzuoli, di Artemisia Gentileschi

L'onomastico si festeggia generalmente il 19 settembre in onore di san Gennaro, vescovo di Benevento, martire a Pozzuoli sotto Diocleziano, patrono di Napoli. Si ricordano con questo nome anche molti altri santi, tra i quali, alle date seguenti:
- 7 gennaio, san Gennaro, martire ad Eraclea[1]
- 17 gennaio, san Jenaro Sanchez Delgadillo, sacerdote e martire in Messico[7]
- 2 marzo, santa Gennara, martire a Porto Romano con i santi Eraclio, Paolo e Secondilla[1]
- 10 luglio, san Gennaro, uno dei Santi Sette Fratelli, martiri a Roma sotto Marco Aurelio insieme alla madre Felicita[1][7]
- 10 luglio, san Gennaro, martire con san Marino in Africa[1][7]
- 11 luglio, san Gennaro, martire a Nicopoli[1]
- 17 luglio, santa Gennara, martire a Cartagine con altri compagni[1]
- 6 agosto, san Gennaro, diacono e martire con altri compagni a Roma[1][7]
- 26 agosto, san Gianuario, vescovo di Cartagine e martire
- 13 ottobre, san Gennaro, martire con Fausto e Marziale a Cordova[1][7]
- 24 ottobre, san Gennaro, martire con Felice e Adautto, venerato a Venosa[7]
- 25 ottobre, san Gianuario, diacono e martire a Porto Torres[1][8]

## Persone

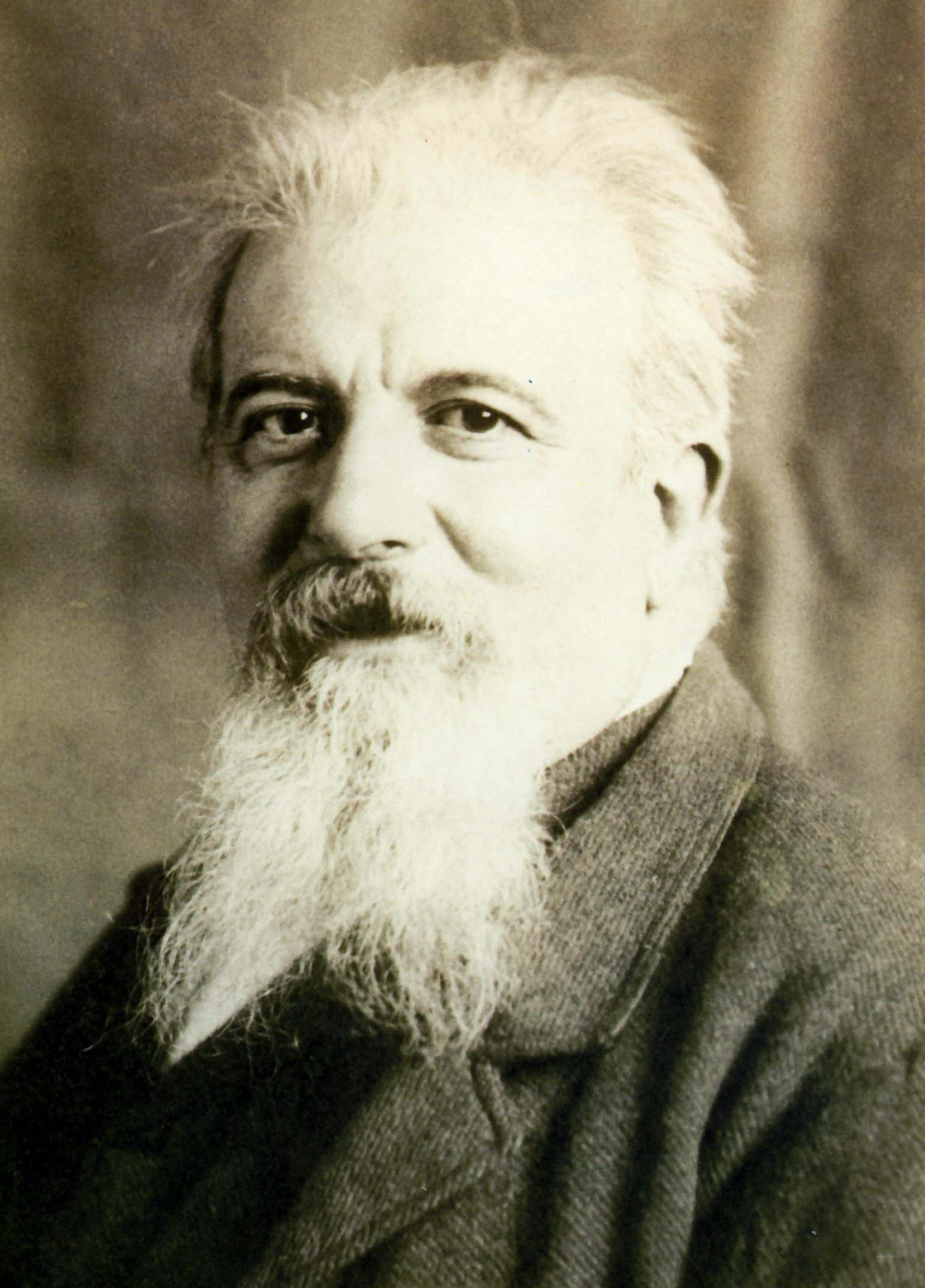
Gennaro Della Monica

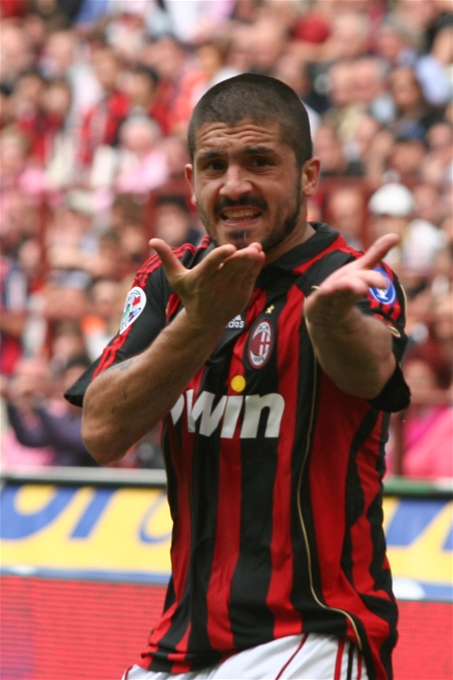
Gennaro Gattuso

- Gennaro Annese, rivoluzionario napoletano
- Gennaro Auricchio, imprenditore italiano
- Gennaro Capuozzo, partigiano italiano
- Gennaro Cassiani, politico e avvocato italiano
- Gennaro Ciaburri, medico e biologo italiano
- Gennaro Della Monica, pittore italiano
- Gennaro Di Giacomo, vescovo cattolico e politico italiano
- Gennaro Di Napoli, mezzofondista italiano
- Gennaro Gattuso, calciatore e allenatore di calcio italiano
- Gennaro Manna, compositore e insegnante napoletano
- Gennaro Migliore, politico italiano
- Gennaro Nunziante, regista e sceneggiatore italiano
- Gennaro Pasquariello, cantautore e attore teatrale italiano
- Gennaro Perrotta, grecista, filologo e accademico italiano
- Gennaro Righelli, regista, sceneggiatore e attore italiano
- Gennaro Sangiuliano, giornalista, saggista e politico italiano

### Varianti maschili
- Gianuario Carta, politico e avvocato italiano
- Gennarino Palumbo, cantante e attore italiano

### Varianti femminili
- Gennara di Braganza, principessa brasiliana
- January Jones, attrice e modella statunitense

## Il nome nelle arti
- Gennarino è il nome del corvo della strega Amelia nei fumetti Disney editi in italiano.
- Gennareniello è una commedia di Eduardo De Filippo, il cui protagonista si chiama appunto Gennaro.
- Gennariello è il nome dato da Pier Paolo Pasolini all'interlocutore partenopeo immaginario delle sue Lettere luterane.
- Gennarino Carunchio è il protagonista del film del 1974 Travolti da un insolito destino nell'azzurro mare d'agosto, diretto da Lina Wertmüller.
- Gennaro De Sia è il protagonista della commedia Uomo e galantuomo di Eduardo De Filippo.
- Gennaro Jovine è il protagonista della commedia Napoli milionaria! di Eduardo De Filippo.
- Gennaro Mannino è un personaggio della serie televisiva Il maresciallo Rocca.
- Gennaro Piselli è il protagonista del film del 1954 Totò cerca pace, diretto da Mario Mattoli.
- Gennaro Scognamiglio è un personaggio del film del 1951 Signori, in carrozza!, diretto da Luigi Zampa.
- Gennaro Scognamiglio è un personaggio (omonimo del precedente benché fra i due non ci sia alcuna affinità) del film del 1999 Tifosi, diretto da Neri Parenti.
- Gennarino Tarantella è un personaggio apparso sul Corriere dei Piccoli.
- Lo stadio del Vasco da Gama si chiama Estádio São Januário, che in italiano è traducibile come "stadio San Gennaro".
- Gennaro Savastano è un personaggio della serie televisiva Gomorra - La serie.